# Xã Elmdale, Quận Morrison, Minnesota
Xã Elmdale (tiếng Anh: Elmdale Township) là một xã thuộc quận Morrison, tiểu bang Minnesota, Hoa Kỳ. Năm 2010, dân số của xã này là 1.010 người.